# Eremophila rostrata
Eremophila rostrata är en flenörtsväxtart som beskrevs av Chinnock. Eremophila rostrata ingår i släktet Eremophila och familjen flenörtsväxter. Inga underarter finns listade i Catalogue of Life.